# ديميترية
الديميترية (بالفرنسية: Demitarian)‏ هو مصطلح فرنسي يقصد به بذل جهد للحد من استهلاك اللحوم لأسباب بيئية. وضع المصطلح في أكتوبر 2009 في بارساك بفرنسا في ورشة العمل المشتركة ما بين النيتروجين في أوروبا (NinE) والتنوع البيولوجي في الأراضي الزراعية الأوروبية: حيث بدأت آثار النيتروجين فطوروا «إعلان بارساك: الاستدامة البيئية والنظام الغذائي الديميتري». وقد تم تطوير الإعلان بسبب الآثار المترتبة على الزراعة الحيوانية واسعة النطاق كمساهم رئيسي في الاضطرابات في دورة النيتروجين والآثار التابعة على الهواء والأرض والمياه والمناخ والتنوع البيولوجي. يعتبر الاستهلاك المفرط من اللحوم أيضا مساهم في العديد من الأمراض الصحية التي يمكن تخفيفها مع انخفاض استهلاك اللحوم. لا يلتزم الديميتريون بالبيئة فقط بل بنظام غذائي صحي.
مصطلح ديمي هو من ديميديوس اللاتينية بمعنى نصف. النظام الغذائي الديميتري هو حرفيا «خفض» الحصة القياسية من منتجات اللحوم التي يمكن استهلاكها في وجبة عادية. ويُستبدل هذا الجزء من اللحوم بجزء أكبر من الخضار أو المنتجات الغذائية الأخرى. كما يسمح النظام الغذائي بالتعود على عدم تناول اللحوم في أيام معينة ولكن لا ينبغي الخلط بينه وبين «المرنين أو الشبه نباتيين». المرنون يأكلون نظام غذائي نباتي في الغالب ولا يعارضون أكل اللحم من حين لآخر ولكن ليس لديهم نفس الأسباب البيئية الموحدة لتخفيض الاستهلاك كالديميتريون.